# 桜井広大
桜井 広大（さくらい こうだい、1983年7月1日 - ）は、滋賀県野洲郡野洲町（現：野洲市）出身の元プロ野球選手（外野手、右投右打）、コーチ・監督。

## 経歴

### プロ入り前
滋賀県野洲郡野洲町（現在の野洲市）で生まれる。小学校3年時に野球経験のある父の影響で野球を始め、三上スポーツ少年団で滋賀県大会優勝。小学6年生の時点で身長170cmに成長していた。野洲町立野洲中学校時代は滋賀野洲ボーイズに所属し、関西選抜として世界大会3位。3年時に陸上競技の3種競技A（走高跳、砲丸投、100 m）で県大会優勝。
1999年にPL学園高校へ入学。1年秋からベンチ入りすると、2年時には第82回全国高等学校野球選手権大会に出場。高校通算26本塁打。2001年のドラフト会議において、阪神タイガースから4巡目で指名され入団。PL学園高校から直接阪神に入団した初めての選手となった。

### 阪神時代

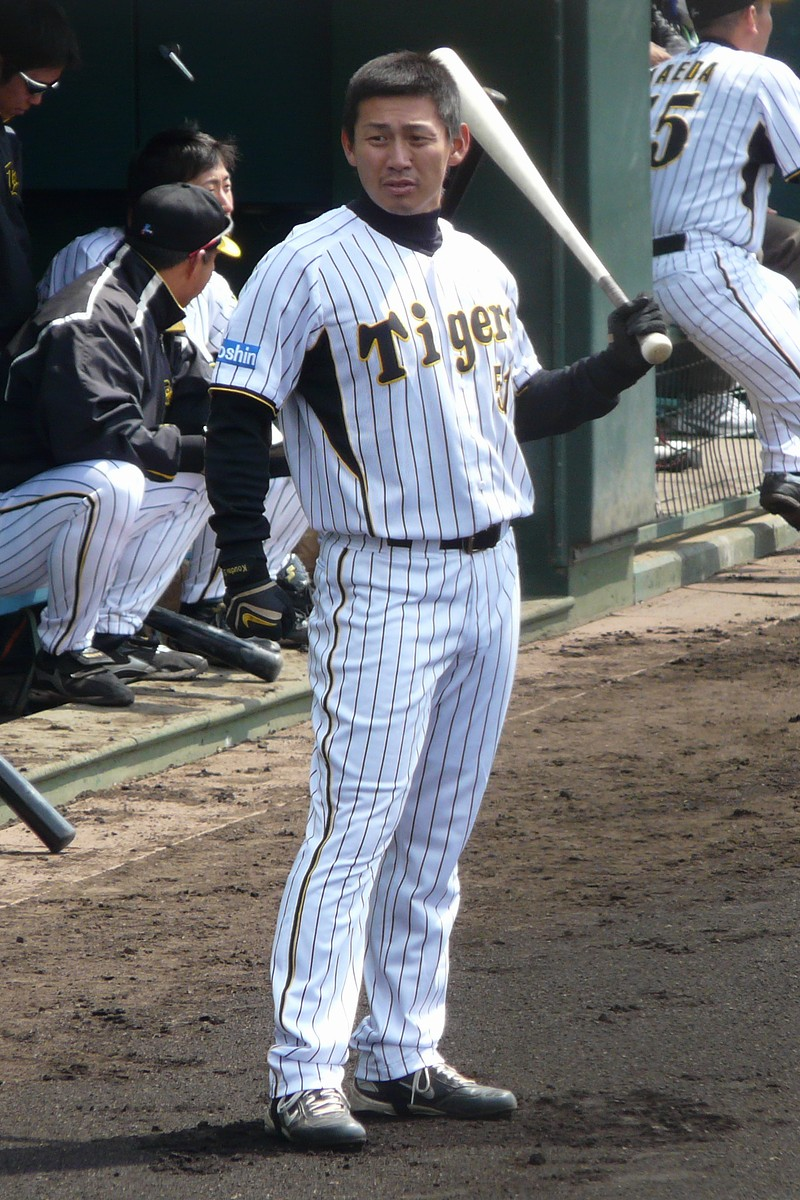
阪神時代(2009年)

新人時代から二軍の中軸を任されるなど打撃面での期待を寄せられたが、守備難に加えて一軍外野陣が鉄壁だったため入団から5年間は一軍昇格がなかった。
2007年に二軍で打率.333と好調を維持していたところ、濱中治・今岡誠・アンディ・シーツが揃って不振に陥ったため、初の一軍昇格を果たす。5月18日の横浜ベイスターズ戦で一軍初出場し、翌日には初スタメン出場を果たすと同時にプロ初安打を放った。その後も好調を維持していたが、10月14日のクライマックスシリーズ第1ステージの中日ドラゴンズ戦で、走塁中に一塁手タイロン・ウッズと激突して負傷。オフはリハビリに費やした。
2008年の年俸は当年の560万円から2500万円に上がり、346%増の昇給率は当時の球団歴代最高であった（2016年→2017年の原口文仁が358%で更新。金額・昇給率は推定。）。
2008年はわずか25試合の出場に終わったが、翌2009年に自身初のシーズン二桁本塁打をマークし自己最高の成績を残す。規定打席には届かなかったが、103試合に出場して打率.302、12本塁打、42打点を記録。打撃でチームに貢献した。
2010年はシーズン当初からレギュラーを任され、開幕戦でスティーブン・ランドルフから同年のチーム初本塁打を放つも、7月11日に右肘痛が原因で降格する。再昇格直後の8月12日広島東洋カープ戦で、城島健司・狩野恵輔と共に3者連続本塁打を放った。しかし二軍降格の原因となった右肘痛は完治しておらず、オフに右肘の手術に踏み切った。
2011年も右肘の痛みが完治せず、一軍出場がないまま10月9日に戦力外通告を受けた。

### 独立リーグ時代
2012年2月16日に独立リーグ・四国アイランドリーグplusの香川オリーブガイナーズ入団が発表され、背番号は0に決まった。
2012年は主に指名打者として78試合に出場、リーグ2位の打率.320、6本塁打、44打点の成績でベストナイン（指名打者部門）に選ばれた。11月9日にはNPB復帰を目指し日本製紙クリネックススタジアム宮城で行われた12球団合同トライアウトに参加。その結果東北楽天ゴールデンイーグルスから入団テストを打診され受験したが、不合格に終わった。
2013年も引き続き香川で主軸を打ち、10本塁打、59打点をマークして本塁打と打点の二冠王となった。シーズン終了後の11月18日、現役を引退することを表明した。

### 現役引退後
引退後は兵庫県明石市内のバッティングセンターで野球を教えていたが、2015年4月30日に香川オリーブガイナーズの「アンバサダー兼臨時コーチ」に就任。2015年度学生野球資格回復制度により学生野球資格を回復し、2015年秋から滋賀県立高島高等学校野球部の臨時コーチとして月に1、2回程度指導を行った。
2016年11月15日、郷里の滋賀県に発足するベースボール・チャレンジ・リーグの新球団滋賀ユナイテッドベースボールクラブの打撃コーチに就任することが発表された。2017年限りで退任。
2019年8月1日に、関西独立リーグ・06BULLSの打撃コーチに就任することが発表され、8月10日に正式に登録された。
2020年11月6日、監督への就任が発表された。2シーズン務め、2022年10月4日に退任が発表された。
2023年1月26日、06と同じ関西独立リーグに所属する兵庫ブレイバーズの打撃コーチに就任することが発表された。

## 人物
下戸であり、煙草も吸わない。
筋肉質の体格で、高校3年の時にはベンチプレス120kg、背筋力280kg、握力70kgを記録している。阪神入団時の計測では胸囲110cm、太もも周り64cm、遠投110メートル、100メートル走11.06秒であった。
阪神時代は金本知憲が左翼手を、赤星憲広とマット・マートンが中堅手を不動のレギュラーとして務めていたため、主に右翼手のレギュラーを争った。長打力が持ち味であり、大砲としての将来を嘱望されたが、外野守備のまずさに加え故障の多さが安定した出場機会を得られない一因であった。

## 詳細情報

### 年度別打撃成績
| 年 度     | 球 団     | 試 合 | 打 席 | 打 数 | 得 点 | 安 打 | 二 塁 打 | 三 塁 打 | 本 塁 打 | 塁 打 | 打 点 | 盗 塁 | 盗 塁 死 | 犠 打 | 犠 飛 | 四 球 | 敬 遠 | 死 球 | 三 振 | 併 殺 打 | 打 率 | 出 塁 率 | 長 打 率 | O P S |
| --------- | --------- | ----- | ----- | ----- | ----- | ----- | -------- | -------- | -------- | ----- | ----- | ----- | -------- | ----- | ----- | ----- | ----- | ----- | ----- | -------- | ----- | -------- | -------- | ----- |
| 2007      | 阪神      | 91    | 291   | 260   | 31    | 73    | 18       | 2        | 9        | 122   | 43    | 1     | 1        | 2     | 2     | 22    | 0     | 5     | 71    | 2        | .281  | .346     | .469     | .815  |
| 2008      | 阪神      | 25    | 44    | 40    | 2     | 5     | 0        | 0        | 0        | 5     | 1     | 0     | 0        | 0     | 0     | 4     | 0     | 0     | 13    | 1        | .125  | .205     | .125     | .330  |
| 2009      | 阪神      | 103   | 320   | 281   | 33    | 85    | 14       | 4        | 12       | 143   | 42    | 2     | 4        | 2     | 2     | 32    | 1     | 3     | 53    | 4        | .302  | .377     | .509     | .886  |
| 2010      | 阪神      | 89    | 272   | 243   | 22    | 62    | 7        | 1        | 9        | 98    | 30    | 1     | 0        | 0     | 2     | 23    | 0     | 4     | 50    | 5        | .255  | .327     | .403     | .730  |
| 通算：4年 | 通算：4年 | 308   | 927   | 824   | 88    | 225   | 39       | 7        | 30       | 368   | 116   | 4     | 5        | 4     | 6     | 81    | 1     | 12    | 187   | 12       | .273  | .345     | .447     | .792  |

### 年度別守備成績
| 年 度 | 球 団 | 外野  | 外野  | 外野  | 外野  | 外野  | 外野     |
| 年 度 | 球 団 | 試 合 | 刺 殺 | 補 殺 | 失 策 | 併 殺 | 守 備 率 |
| ----- | ----- | ----- | ----- | ----- | ----- | ----- | -------- |
| 2007  | 阪神  | 73    | 101   | 3     | 0     | 0     | 1.000    |
| 2008  | 阪神  | 9     | 8     | 0     | 1     | 0     | .889     |
| 2009  | 阪神  | 92    | 118   | 2     | 2     | 0     | .984     |
| 2010  | 阪神  | 74    | 144   | 2     | 5     | 0     | .967     |
| 通算  | 通算  | 248   | 371   | 7     | 8     | 0     | .979     |

### 独立リーグでの打撃成績
以下の数値は四国アイランドリーグplusウェブサイト掲載の各シーズン選手成績による。
| 年 度     | 球 団     | 打 率 | 試 合 | 打 席 | 打 数 | 得 点 | 安 打 | 二 塁 打 | 三 塁 打 | 本 塁 打 | 打 点 | 三 振 | 四 球 | 死 球 | 犠 打 | 犠 飛 | 盗 塁 | 長 打 率 | 出 塁 率 |
| --------- | --------- | ----- | ----- | ----- | ----- | ----- | ----- | -------- | -------- | -------- | ----- | ----- | ----- | ----- | ----- | ----- | ----- | -------- | -------- |
| 2012      | 香川      | .320  | 78    | 317   | 256   | 35    | 82    | 15       | 0        | 6        | 44    | 42    | 53    | 1     | 0     | 7     | 3     | .449     | .429     |
| 2013      | 香川      | .250  | 78    | 332   | 272   | 31    | 68    | 11       | 0        | 10       | 59    | 49    | 51    | 6     | 0     | 3     | 4     | .401     | .377     |
| 通算：2年 | 通算：2年 | .284  | 156   | 649   | 528   | 66    | 150   | 26       | 0        | 16       | 103   | 91    | 104   | 7     | 0     | 10    | 7     | .424     | .402     |

- 各年度の太字はリーグ最高。

### 表彰
NPB
- JA全農Go・Go賞 （最多二・三塁打賞：2007年8月）

### 記録
NPB
- 初出場：2007年5月18日、対横浜ベイスターズ6回戦（阪神甲子園球場）、8回裏に久保田智之の代打で出場
- 初打席：同上、8回裏にマーク・クルーンから空振り三振
- 初先発出場：2007年5月19日、対横浜ベイスターズ7回戦（阪神甲子園球場）、8番・中堅手で先発出場
- 初安打：同上、5回裏に土肥義弘から右前安打
- 初盗塁：2007年6月10日、対福岡ソフトバンクホークス3回戦（阪神甲子園球場）、3回裏に二盗（投手：杉内俊哉、捕手：山崎勝己）
- 初打点：2007年6月16日、対千葉ロッテマリーンズ3回戦（千葉マリンスタジアム）、9回表に小林雅英から右翼フェンス直撃2点適時二塁打
- 初本塁打：2007年7月11日、対読売ジャイアンツ11回戦（東京ドーム）、5回表に久保裕也から左越3ラン

### 背番号
- 51 （2002年 - 2011年、2017年、2019年 - 2022年）
- 0 （2012年 - 2013年）
- 88（2023年 - ）

## 関連情報

### 関連書籍
- 『プロ野球 戦力外通告を受けた男たちの涙』（美山和也・加藤慶・田口元義共著、宝島SUGOI文庫、2012年5月、ISBN 9784796697262）